# Automolis chapini
Automolis chapini är en fjärilsart som beskrevs av Holland 1920. Automolis chapini ingår i släktet Automolis och familjen björnspinnare. Inga underarter finns listade i Catalogue of Life.